# Ла Вале Агордина
Ла Ва̀ле Агордѝна (на италиански: La Valle Agordina; на ладински: la Val, ла Вал) е община в Северна Италия, провинция Белуно, регион Венето. Разположена е на 800 m надморска височина. Населението на общината е 1118 души (към 2014 г.).
Административен център на общината е село Киеза (Chiesa).